# Валериј Јордан
Валериј Владимирович Јордан (рус. Валерий Владимирович Иордан, Дедовск, 14. фебруар 1992) је руски атлетичар специјалиста за бацање копља. 

## Биографија
Године 2009. победио је на Олимпијском фестивалу младих до 17 година у Тампереу.
Трећи је на Зимском купу Европе у бацачким дисциплинама 2011. а исте године постиже свој лични рекорд од 80,15 м.
У 2012. Валериј Јордан освојио је сребрну медаљу на Европском првенству 2012. у Хелсинкију. У квалификацијама поставља нови лични рекорд са 82,32 м, који поравља на 83,23 у првом покушају у финалу. 

## Резултати по сезонама
- 2010 - 74,86 (Адлер)
- 2011 - 80,15 (Адлер)
- 2012 - 83,23 (Хелсинки)
- 2013 - 83,56 (Адлер)
- 2014 - 82,05 (Пекинг)